# Remonstrere
At remonstrere (latin remonstrare : vise tilbage) betyder at gøre forestilling, protestere, advare eller vægre sig. Begrebet remonstration anvendes i den juridiske disciplin, forvaltningsret; foruden i kirkesamfund.

## Forvaltningsret
Inden for jura og forvaltning bruges remonstration i betydningen genoptagelse eller genvurdering af en sag. For eksempel i sagsbehandling i socialforvaltningen. Remonstration forekommer især, hvis der er opstået nye oplysninger i en forvaltningsretlig sag.
| Citat                                                                   | ...3. Genvurdering. For afgørelser truffet den 1. juli 2001 og frem har Arbejdsskadestyrelsen pligt til at genvurdere (remonstrere) sine afgørelser, når der modtages en rettidig klage. Genvurderingen skal ske inden 4 uger efter modtagelsen af klagen. | Citat |
| (Lovens § 55, stk. 7-9, Arbejdsskadestyrelsens vejledning af 4/11 2003) | |       |

## Kirkesamfund
Remonstrant i denne betydning af tilbagevise drejer det sig om et protestantisk kirkesamfund med menigheder i Nederlandene og i Frederiksstad i Slesvig-Holsten. De tilbageviste calvinistiske forestillinger om prædestination (livets forudbestemmelse). Remonstrantse Broederschap blev dannet i 1619.